# Bad Guy (Film)
Bad Guy (koreanisch 나쁜 남자 Nappeun Namja) ist der siebte Film des südkoreanischen Regisseurs Kim Ki-duk, dem mit 620,000 US-Dollar erstmals ein größeres Filmbudget zur Verfügung stand. Die Weltpremiere fand 2001 in der Sektion Korean Panorama des sechsten Busan International Film Festival statt. Die deutsche Fassung entstand 2005 bei der TV+Synchron in Berlin für die DVD-Veröffentlichung.

## Handlung
Der Zuhälter Han-ki trifft auf die hübsche Kunststudentin Seon-hwa, die in einem Park Seouls ihren Freund erwartet. Han-ki lässt sich auf einer Parkbank gleich neben Seon-hwa nieder und bedrängt sie mit begehrlichen Blicken. Als ihr Freund auftaucht, flieht Seon-hwa angewidert in dessen Arme. Der gedemütigte Han-ki reißt Seon-hwa aus den Armen ihres Freundes und zwingt sie zu einem langen Kuss. Als einige Militärs Han-ki von Seon-hwa entfernen können, spuckt diese ihm ins Gesicht. Aus Rache entwirft Han-ki eine Intrige, mit der er Seon-hwa in die Prostitution zwingt und abhängig von sich macht. Es entwickelt sich eine Beziehung der Gegensätze zwischen den beiden, von Ekel und Anziehung, Liebe und Hass.

## Rezeption
Bad Guy erhielt ein verhaltenes Presseecho, was sich auch in den Auswertungen US-amerikanischer Aggregatoren widerspiegelt. So erfasst Rotten Tomatoes ähnlich viele wohlwollende wie kritische Besprechungen und ordnet den Film dementsprechend als „Gammelig“ ein. Laut Metacritic fallen die Bewertungen im Mittel „Durchwachsen oder Durchschnittlich“ aus.

„Kim Ki-duk ist ein Regisseur, der stets der tiefen Ambivalenz den Vorzug gibt – und diese vor allem in Bilder von rätselhafter Kraft einzutragen versteht. Es ist nicht schwer, mit den besten moralischen Gründen die Auseinandersetzung mit Bad Guy zu verweigern. Wer das tut bringt sich aber um eine Verstörung, die sich lohnt. Kim Ki-duks neuer Film besitzt nicht die Geschlossenheit des Entwurfs, die The Isle (Seom) zum Meisterwerk gemacht hat. Eine Herausforderung ist er allemal.“

„Wie schon in Seom setzt es Ki-Duk gezielt darauf an, die Nerven seines Publikums nicht zu schonen und zarte Gemüter sollten von daher eher Abstand nehmen, sich den Film anzusehen. Es gibt zwar kaum brutale Gewalt im Bild zu sehen, aber die emotionalen Grausamkeiten sind überdeutlich vorhanden und es gibt keine Chance, sich diesen zu entziehen.“

„Cho Jae-Hyeon leistet in seiner Rolle als soziopathischer Zuhälter Beachtenswertes, zumal er dabei alleine mit seiner Mimik und Körpersprache auskommen muss. In seinem Gesicht kann der Zuschauer die Tragik der Figur ablesen und alleine durch die Anwesenheit des Charakters dessen Gefühlsleben erkennen. […] Die ihm zur Seite gestellte Seo Won versteht es ebenfalls grandios, die außerordentliche Vielschichtigkeit der Rolle zu verkörpern. […] Insgesamt erwartet den Zuschauer eine irritierende Geschichte um eine tragische Form von Liebe, die nachhaltig einen Eindruck hinterlässt.“

Des Weiteren wurde der Film bei den folgenden Auszeichnungen berücksichtigt:
- 2002: Internationale Filmfestspiele Berlin, Deutschland (Nominiert für den goldenen Bären)
- 2002: Sitges Festival Internacional de Cinema Fantàstic de Catalunya, Spanien (Orient Express Award)
- 2002: Daejong-Filmpreis, Südkorea (Won Seo als „Beste neue Schauspielerin“)

## Belege
1. ↑  Bad Guy. In: Lexikon des internationalen Films. Filmdienst, abgerufen am 7. Januar 2025.
2. ↑  Program Note. In: Busan International Film Festival. 2001, abgerufen am 7. Januar 2025 (englisch).
3. ↑  Bad Guy in der Online-Filmdatenbank; abgerufen am 7. Januar 2025.
4. 1 2  Bad Guy. In: Rotten Tomatoes. Fandango, abgerufen am 27. Dezember 2024 (englisch, aggregiert aus 31 Kritiken).
5. 1 2  Bad Guy. In: Metacritic. Abgerufen am 27. Dezember 2024 (englisch, aggregiert aus 17 Kritiken).
6. ↑  Tom Vick: Kritik zu Bad Guy (Memento vom 12. April 2020 im Internet Archive) bei AllMovie (englisch)
7. ↑  Ekkehard Knörer: Kritik. In: Jump Cut Magazin. Abgerufen am 7. Januar 2025.
8. ↑  Michael Tomiak: Kritik (Seite dauerhaft nicht mehr abrufbar. Suche in Webarchiven) bei Splashmovies.de
9. ↑  Heiko Henning: Kritik. In: Twilightmag – das phantastische Magazin. 22. Januar 2006, abgerufen am 7. Januar 2025.